# 諾里斯城 (伊利諾伊州)
諾里斯城（英語：Norris City）是位於美國伊利諾伊州懷特縣的一個村落。

## 地理
諾里斯城的座標為37°58′47″N 89°19′38″W / 37.97972°N 89.32722°W，而該地最高點為海拔高度128米（即420英尺）。

## 人口
根據2010年美國人口普查的數據，諾里斯城的面積為3.77平方千米，當中陸地面積為3.76平方千米，而水域面積為0.01平方千米。當地共有人口1275人，而人口密度為每平方千米338人。